# La mort d'un àngel
La mort d'un àngel  (títol original: The Caveman's Valentine) és una pel·lícula estatunidenca dramàtica d'intriga de 2001 dirigida per Kasi Lemmons i basada en la novel·la homònima de 1994 escrita per George Dawes Green. Ha estat doblada al català.

## Argument
Romulus Ledbetter (Samuel L. Jackson) és un antic pare de família i pianista que pateix esquizofrènia paranoide i viu en una cova en Inwood Hill Park. Un bon dia coincidint amb Sant Valentí, descobreix el cos congelat sense vida d'un sense sostre a la seva cova.
El cas cau en mans de l'agent, i filla de Romulus: Lulu (Aunjanue Ellis), que sospita que es tracta de més que una simple mort accidental.

## Repartiment
- Samuel L. Jackson: Romulus Ledbetter
- Colm Feore: David Leppenraub
- Aunjanue Ellis: Oficial Lulu Ledbetter
- Tamara Tunie: Sheila Ledbetter
- Jay Rodan: Joey Peasley
- Ann Magnuson: Moira Leppenraub
- Anthony Michael Hall: Bob
- Sean MacMahon: Scotty Gates
- Jeff Geddis: Paul

## Rebuda
Les crítiques obtingudes van ser dispars. Des de Rotten Tomatoes van valorar la pel·lícula amb un 46 % de ràting amb un consens general de "premissa intrigant, encara que peca d'ambició." Similar puntuació va obtenir en Metacritic amb un 44 %.
"Veure a Samuel L. Jackson en aquest paper és adonar-se de nou del talent que té aquest actor, de la seva habilitat per interpretar un personatge que, en altres mans, seria impossible interpretar."
"Si algú pot vendre la idea d'un Sherlock Holmes psicòpata, aquest és Samuel L. Jackson."
"Malgrat la típica bravesa de Jackson, suposa un pas enrere en la carrera del talentós director de Eve's Bayou."